# Randy Stoklos
Randy Stoklos (Pacific Palisades, California, 13 de diciembre de 1960) es un voleibolista estadounidense. Es hijo de un emigrante polaco quien sobrevivió a los campos de concentración alemanes, que declaró en el "LA Times" que tenía miedo de que su hijo creciera perezoso si pasaba mucho tiempo en la playa.
En 1974, Randy Stoklos empezó a jugar vóleibol de playa en Muscle Beach, Venice, California con Joe Gold. Ganó su primer torneo de clase "A" en 1976 en Sorrento Beach. Luego, su primera victoria como profesional fue en 1981 en el Abierto de Manhattan junto a Jim Menges, torneo el cual ganó junto con Jim Menges, Adam Johnson y Sinjin Smith. 
En 1982, Randy Stoklos ganó el Campeonato Mundial de Voleibol de Playa durante su primer año dedicado por completo al tour, junto con su compañero Sinjin Smith, con quien ganó el mismo torneo en 1988 y el U.S. Championships en 1990. 
Inventor del movimiento conocido como "mano capilar".
En 1993, y tras 11 años junto a Smith, comenzó a competir con su amigo Brian Lewis, con quien ganó el Abierto de Chicago. En 1991, fue nombrado MVP en el tour de Italia, Brasil y Australia. 
En total, Randy Stoklos ganó 122 títulos hasta 1997, US$1,719,555 en su carrera como jugador (3.º en la lista de todos los tiempos) y fue el primero en ganar US$1,000,000.
Fue introducido en el Volleyball Hall of Fame o Muro de la Fama del Vóleibol el 23 de octubre de 2008 y actualmente tiene su cancha de vóleibol de playa para niños de 7-15 años en Santa Mónica, California.